# A-klasse (mijnenveger)
De A-klasse is een klasse van mijnenvegers die in totaal 4 schepen omvatte. De A-klasse is vernoemd naar het eerste schip uit de serie de A. De schepen van de A-klasse waren de eerste Nederlandse marineschepen die daadwerkelijk waren ontworpen als mijnenvegers. De schepen die voor deze klasse zijn gebouwd en dienst hebben gedaan als mijnenveger bij de Nederlandse marine waren sleepboten die omgebouwd waren tot mijnenveger. Het ontwerp van de A-klasse was gebaseerd op dat van de Duitse mijnenvegers van de FM-klasse die dienst hadden gedaan tijdens de Eerste Wereldoorlog1.
Alle schepen van de A-klasse werden gebouwd van 1928-1930 bij de Rijkswerf Willemsoord in Den Helder. Op 4 augustus 1930 werden alle schepen gezamenlijk bij de Nederlandse marine in dienst genomen. Twee dagen later op 6 augustus 1930 vertrokken alle vier de schepen naar Nederlands-Indië waar ze op 30 oktober 1930 veilig arriveerden in de haven van Soerabaja. Omdat de schepen niet geschikt waren om de oversteek zelfstandig te maken werden ze gesleept door de zeesleepboten Friesland en Vlaanderen 1,2.

## Technische kenmerken
De schepen van de A-klasse hadden de volgende afmetingen: lengte 42,8 m, breedte 6 m en een diepgang van 1,5 m met een waterverplaatsing van 179 ton. De motoren van de schepen leverde een vermogen van 700 pk waardoor de schepen een maximale snelheid van ongeveer 14 knopen konden halen. Om de schepen in bedrijf te houden was een bemanning van 31 - 38 koppen nodig1,2.

## Bewapening
Ter bescherming van het eigen schip waren de schepen van de A-klasse uitgerust met twee mitrailleurs van 12,7 mm (0,50 inch)1 of 0,30 inch (7,62 mm)2.

## De Schepen
Alle schepen hebben bij de Nederlandse marine gediend tot de val van Java in maart 1942. Drie van de vier schepen de A, B en C zijn door de Japanse strijdkrachten gelicht en in dienst genomen als respectievelijk Cha 113, Cha 112 en Cha 116. De Japanse marine had deze schepen omgebouwd tot hulponderzeebootjagers en daarvoor de bewapening van de schepen sterk veranderd. De schepen waren na de ombouw uitgerust met 1 x 47 mm, 3 x 25 mm 1 x 13 mm mitrailleurs en 8 dieptebommen. Alle schepen zijn door de oprukkende Amerikaanse strijdkrachten tot zinken gebracht in 1944 en 1945.3
| Naam      | Scheepswerf | Tewaterlating     | In dienst       | Uit dienst   | Afbeelding |
| --------- | ----------- | ----------------- | --------------- | ------------ | ---------- |
| Hr. Ms. A | Rijkswerf   | 19 april 1929     | 4 augustus 1930 | 1 maart 1942 |            |
| Hr. Ms. B | Rijkswerf   | 24 september 1929 | 4 augustus 1930 | 1 maart 1942 |            |
| Hr. Ms. C | Rijkswerf   | eind 1929         | 4 augustus 1930 | 6 maart 1942 |            |
| Hr. Ms. D | Rijkswerf   | eind 1929         | 4 augustus 1930 | 6 maart 1942 |            |